# Jimmy Wakely
Jimmy Wakely (16 de febrero de 1914 -  23 de septiembre de 1982) fue un actor y cantante de country estadounidense.

## Biografía

### Primeros años
Su verdadero nombre era James Clarence Wakely, y nació en Mineola, Arkansas. Sus padres eran Anderson Wakeley y Caroline (o Carolin) "Cali" Wakeley. De adolescente cambió su nombre de James a Jimmy y su apellido lo modificó a Wakely, eliminando la segunda "e".

### Música country
En 1937 Wakely formó en Oklahoma City el grupo country "The Bell Boys", llamado así por su patrocinadora, la empresa Bell Clothing. El grupo daba actuaciones locales, hizo algunas grabaciones y participó con frecuencia en programas de la emisora radiofónica de Oklahoma City WKY. Johnny Bond, Dick Reinhart, Scotty Harrell y Jack Cheney eran miembros de Bell Boys y de otros grupos posteriores. Con el tiempo, las bandas de Wakely pasaron a llamarse The Jimmy Wakely Trio, Jimmy Wakely and His Saddle Pals, Jimmy Wakely Trio y James Wakely.
Durante una gira por Oklahoma, la estrella del cine western Gene Autry invitó a Wakely a viajar a California. Autry pensaba que el grupo podría ser un buen añadido a su nuevo programa radiofónico, "Melody Ranch", el cual se estrenó en la CBS en enero de 1940. Jimmy Wakely permaneció en el show un par de años, dejándolo más adelante a causa de sus compromisos cinematográficos y de un contrato para grabar con Decca Records desde 1941-1942 a 1947.

### Actor de western
En 1939 Wakely debutó en la gran pantalla (con el Jimmy Wakely Trio) en un film de Roy Rogers, Saga of Death Valley.
En la década de 1940, las bandas de Wakely dieron apoyo musical a varias producciones de westerns de serie B, incluyendo actuaciones con:
- The Range Busters en Monogram Pictures
- Don "Red" Barry en Republic Pictures
- Johnny Mack Brown y Tex Ritter en Universal Pictures
- Charles Starrett en Columbia Pictures
- Hopalong Cassidy en Paramount Pictures

Curiosamente, solo hizo un film con Autry, Heart of the Rio Grande, de Republic, en 1942. Intervino en 28 westerns de Monogram entre 1944 y 1949.
Jimmy también actuó en películas de otros géneros, como I'm from Arkansas en 1944. De Jimmy Wakely a veces se ha dicho que en el cine era un Autry de bajo presupuesto, algo que el cantante y actor rebatía.

### Grabaciones discográficas
En 1941-1942, Decca firmó un contrato con Wakeley que duró hasta 1947. Tras dejar el cine, Jimmy Wakely siguió grabando, cambiando entonces al sello Columbia. Aunque la mayoría de sus canciones eran country-western, algunas fueron de estilo pop, incluyendo colaboraciones con las cantantes Margaret Whiting y Karen Chandler. Incluso cantó un tema navideño, "Silver Bells". Consiguió un gran éxito con "One Has My Name (The Other Has My Herat)", canción originalmente estrenada por el cantante country Eddy Dean. Por su trabajo discográfico Wakely tiene una estrella en el Paseo de la Fama de Hollywood, en el 1680 de Vine Street.

### Trabajo en el cómic
Al igual que otras estrellas del cine western de la época, Jimmy Wakely tuvo su propia serie de cómics. DC Comics los produjo entre 1949 y julio-agosto de 1952, anunciándolos como "HOLLYWOOD'S SENSATIONAL COWBOY STAR!".

### Actuaciones en la radio y la televisión
Además de su trabajo en el programa de Autry, "Melody Ranch", Wakely tuvo su propio show radiofónico en la CBS, además de coprotagonizar otros. Además, también actuó en diversos programas televisivos de variedades. En 1961 fue uno de los cinco presentadores del programa de NBC-TV Five Star Jubilee.

### Compañía de grabación
En las décadas de 1960 y 1970 formó Shasta Records y fue propietario de otras dos compañías musicales. Convirtió parte de su rancho californiano en un estudio de grabación, produciendo discos propios y para otros intérpretes western, incluyendo a Tex Williams, Merle Travis, Eddie Dean, Tex Ritter y Rex Allen.

### Últimos años
En sus últimos años, Wakely actuó en el Grand Ole Opry y el National Barn Dance. Trabajó en Las Vegas, Reno (Nevada) y otros centros. También hizo una gira navideña para la United Service Organizations junto a Bob Hope. Así mismo hizo varias grabaciones para los sellos Coral Records, Decca/Vocalion y Dot Records. Finalmente intervino en algunas convenciones nostálgicas del cine western y en shows teatrales, a menudo junto a sus hijos, Linda y Johnny.

### Vida personal y fallecimiento
Wakely se casó con Dora Inez Miser en 1935. Tuvieron cuatro hijos: Deanna, Carol, Linda y Johnny. Su matrimonio duró hasta la muerte de él.
Tras enfermar de un enfisema, Wakely falleció por un paro cardiaco en Mission Hills, California, en 1982. Él y su esposa, fallecida en 1997, están enterrados en el Cementerio Forest Lawn Memorial Park de Los Ángeles, California.

## Discografía
Esta es una lista parcial de sus grabaciones:
- Tonight You Belong To Me (1956) dueto con Karen Chandler.
- Silver Bells (1950) con Margaret Whiting.
- Signed, Sealed And Delivered
- I Love You So Much It Hurts
- Mine All Mine
- Forever More
- Till The End Of The World
- I Wish I Had A Nickel
- Someday You'll Call My Name
- Peter Cottontail
- Mona Lisa
- My Heart Cries For You
- Beautiful Brown Eyes
- I'll Never Slip Around Again
- Broken Down Merry-Go-Round
- The Gods Were Angry With Me
- Let's Go To Church Next Sunday Morning
- A Bushel And A Peck
- When You And I Were Young Maggie Blues
- I Don't Want To Be Free
- One Has My Name (The Other Has My Heart) (1948) número uno de la lista country, posteriormente también un éxito de Barry Young.

## Cine
Lista parcial de sus películas, la mayoría del género Western:
- Money, Women and Guns (1959)
- Arrow in the Dust (1954)
- The Marshal's Daughter (1953)
- The Lawless Code (1949)
- Roaring Westward(1949)
- Brand of Fear (1949)
- Across the Rio Grande (1949)
- Gun Law Justice (1949)
- Gun Runner (1949)
- Courtin' Trouble (1948)
- Outlaw Brand (1948)
- Silver Trails (1948)
- Cowboy Cavalier (1948)
- Range Renegades (1948)
- Partners of the Sunset (1948)
- The Rangers Ride (1948)
- Oklahoma Blues (1948)
- Song of the Drifter (1948)
- Ridin' Down the Trail (1947)
- Song of the Wasteland (1947)
- Six-Gun Serenade (1947)
- Rainbow Over the Rockies (1947)
- Song of the Sierras (1946)
- Trail to Mexico (1946)
- West of the Alamo (1946)
- Moon Over Montana (1946)
- Lonesome Trail (1945)
- Riders of the Dawn (1945)
- Saddle Serenade (1945)
- Springtime in Texas (1945)
- Montana Plains (1945)
- Rough Ridin' Justice (1945)
- Sagebrush Heroes (1945)
- Of the Range (1944)
- Git Along Little Pony (1944)
- Saddle Leather Law (1944)
- Song of the Range (1944)
- Cyclone Prairie Rangers (1944)
- I'm from Arkansas (1944)
- Cowboy from Lonesome River (1944)
- Swing in the Saddle (1944)
- Sundown Valley (1944)
- Cowboy Canteen (1944)
- Cowboy in the Clouds (1943)
- Lone Star Trail (1943)
- Robin Hood of the Range (1943)
- Raiders of San Joaquín (1943)
- Cheyenne Roundup (1943)
- Tenting Tonight on the Old Camp Ground (1943)
- The Old Chisholm Trail (1942)
- Strictly in the Groove (1942)
- Little Joe, the Wrangler (1942)
- Deep in the Heart of Texas (1942)
- Come on Danger (1942)
- Heart of the Rio Grande (1942)
- Twilight on the Trail (1941)
- Stick to Your Guns (1941)
- Redskins and Redheads (1941)
- Bury Me Not on the Lone Prairie (1941)
- Six Lessons from Madame La Zonga (1941)
- Pony Post (1940)
- Texas Terrors (1940)
- Give Us Wings (1940)
- The Tulsa Kid (1940)
- Saga of Death Valley (1939)
- Ridin' Down the Trail (1939)

## Radio
- The Jimmy Wakely Show (1952-1958)[2][1]
- Melody Ranch (1940-1942)[2]

## Televisión
Jimmy Wakely actuó como él mismo en varios programas televisivos, incluyendo:
- Five Star Jubilee (1961)[2][1]
- Here's Hollywood (1961)[1]
- Country Hoedown[2]
- Toast of the Town (1951)[1]
- The Colgate Comedy Hour (1950)[1]
- CBS Hollywood Barn Dance (1945-1947)[2]

## Galardones
Jimmy Wakely fue incluido en el Salón de la Fama de Compositores de Nashville en 1971 y en el Western Music Association Hall of Fame en 1991.